# 赤い鳥逃げた?
『赤い鳥逃げた?』（あかいとりにげた）は、藤田敏八監督、原田芳雄主演の1973年公開の日本映画。日活出身の藤田敏八が日活以外ではじめて監督した作品。東宝の奥田喜久丸のプロデュースで製作されたものの、外部監督の起用に反発する東宝の撮影所組合が協力拒否を打ち出したため、東宝撮影所を使用することができず、スタッフも藤田敏八の人脈で集められた寄せ集め集団で、奥田によって「グループ法亡」と名付けられた（「法亡」は「渡り労働者」を意味する英語のHOBOに漢字を当てたもの）。なお、日活の契約助監督だった長谷川和彦がチーフ助監督を務めており、脚本の改稿にも関っていたことが知られている（「製作背景」参照）。

## 製作背景
本作の製作は、監督の藤田敏八と脚本のジェームス三木の交流に端を発する。三木によれば、藤田と三木は俳優座養成所の同期で、藤田のデビュー作『非行少年 陽の出の叫び』を見て感心した三木が長い手紙を書いたのがきっかけで「一緒に映画を作ることになった」という。またプロデューサーの奥田に藤田を紹介したのも三木で、奥田によれば1969年頃の年末、東宝のクリスマス・パーティーで紹介されたという。その後、藤田から奥田に電話があり、東宝撮影所の入り口で待ち合わせることに。間もなく「ボロボロのトヨタ・コロナ」を運転して現れた藤田は奥田を助手席に乗せると「一寸これを見て下さい」と後部座席を示したという。そこには古い脚本や本、シャツ、下着などが山積み。聞くと「今日カミさんに追い出されました」という。そして「この瞬間に私はパキさんにはまったのである」。
こうして、奥田製作、藤田監督、ジェームス三木脚本による新作が企画され、紆余曲折を経て脚本も完成。どうにか東宝本社のOKも出たものの、当時、東宝撮影所で他社の監督に仕事をしてもらう場合は、東宝の監督会と従業員組合の承諾が必要という不文律があったという。この時の監督会のリーダーは西村潔で、早速、奥田は西村に承諾を求めたものの、西村は「東宝の作品に東宝の監督を使わないのは不都合である」と承諾を拒否。さらに藤田組を撮影所に入れるかどうかをめぐって撮影所組合で投票が行われ、反対50、賛成49、棄権1の1票差で協力拒否が決議され、東宝撮影所の使用が不可能となった。こうした結果となった背景には、東宝が専属監督19人に対し「観客動員不振は今いる監督が無能のためである」として次期監督契約破棄（フリー化）を通告し、それに監督会と助監督会が激しく反発するという東宝の社内事情があったとされる。いずれにしても、こうして東宝製作ながら東宝撮影所の協力が得られないという異例の条件で製作されることになった本作はスタッフも全員、藤田敏八の人脈で集められることになった。その中にはチーフ助監督を務めた長谷川和彦やサード助監督を務めた相米慎二などもいた。
また脚本をめぐってもトラブルがあった。三木によれば、話し合いの中で藤田は「起承転結なんてくそ食らえだ。俺は自由で新しい感覚の映画を作る」と抱負を述べており（ジェームス三木の表現によれば「気炎を上げた」）、意識していたのもゴダールの『気違いピエロ』やトリュフォーの『突然炎のごとく』だったという。三木はできるだけ藤田の言い分を受け入れ、タイトルも『青い鳥を撃て』として「前衛的な脚本を書いたつもりだった」。ところが藤田は「腹心の助監督長谷川和彦と二人で、めちゃくちゃに脚本をいじくり回し、タイトルまで「赤い鳥逃げた?」と変えてしまった」。そのため、藤田と三木は大喧嘩となり、仲直りするのに数年かかったという。なお、主人公三人が警察の一斉射撃で亡くなるという結末は『シナリオ』1973年1月号に掲載された「未定稿」や『キネマ旬報』1973年3月上旬号に掲載された「あらすじ」とも異なっており、製作現場でのアドリブだった可能性がある。それを裏付けるように奥田が面白いことを書いている。実はラストのカーチェイスで主人公三人が乗っていた車は奥田の車（プリンス・スカイラインGT）で、藤田から「貴方の車を撮影に貸して下さい」と言われて快くOKしたところ、その後、「車のドッグファイティングを撮影したいのだがよいか」「多少傷つけるかも知れない」と要求はエスカレート、遂には「ラストシーンで、あの車を燃やしたい‼」。こうした証言からも、現場のアドリブで次々と脚本が書き換えられて行った実態がうかがえる。

## ストーリー
郊外の豪邸。寝室では三十路の女と若い男がベッド・イン中。女はこの家の主婦で男はその若い燕の南部卓郎（22歳）。そこにドアを力まかせに開けて男が入ってきた。この家の主人で女の夫である中根である。さらにその後には猟銃を構えた長髪にサングラスの男。これが本作の主役である坂東宏（28歳）である。実は宏と卓郎は中根に頼まれて30万円でこの三文芝居の片棒を担いだのだ。ところが、計画は思い通りに運んだものの、中根は10万円しか払おうとしない。怒った宏は中根を半殺しの目に遭わせる。宏は怒りやすくなっていた、ケチな悪事を重ねてこの年まで来てしまったことに焦りを感じ始めていたのだ。「何とかしなくちゃ」。それが宏の口癖になっていた。
そんな宏を卓郎は「うちへ来いよ」と誘う。「うち？　そんなもんあるのか？」。そう訊ねる宏に、風変わりな娘が一人で暮しているマンションに居候していることを明かす。娘の名前は石田マキコ（19歳）。通称マコ。実はマコは石黒京子というブルジョア娘の代りに部屋を預っているのだという。いつも上半身裸で、職業は作曲家だという。確かに部屋には五線紙が散らばっている。その一枚を見ながら、宏がたどたどしく唄う――
〽愛情砂漠を

　歩いてきたの

　ノアの方舟

　涙をつめて

　灼けつく砂も

　ないけれど

こうして三人の奇妙な共同生活が始まった。数日後、宏は中根の入院している病院に行き、見舞い客を装って中根を脅しにかかる。ところが、居合わせたのはただの見舞い客と思いきや、臨床尋問中の刑事だった。こうして恐喝の現行犯で逮捕されてしまう宏。一方、中根の家に忍び込んだ卓郎は居間のガラスケースにたてかけてある猟銃を発見、弾丸ごと盗み出す。帰りの電車の中で猟銃の入った革ケースをうれしそうに撫で回す卓郎。その様子を呆れたように見つめるマコ。「単純ね」。
そうこうする内に一週間が経った。しかし、宏は帰ってこない。宏に見捨てられたと思い込んだ卓郎は歩行者天国でフランス製という赤い鳥を模した模型飛行機を売っている男に喧嘩を売り、逆に男の同業者らに叩きのめされてしまう。一方、留置場の宏は、口から出まかせに自分は石黒京子のフィアンセだと告げたところ、思いがけず釈放されることに。石黒京子の父・雅彦は次の選挙にうって出る腹積もりで、宏の身元引受人に名乗り出たというのだ。要はスキャンダルを怖れた石黒が事を穏便に済まそうとしたということ。こうして久しぶりに卓郎とマコの前に姿を現わした宏はどうしようもない無力感から脱出を図るべく卓郎に車をパクってくるよう命じる。「みやこ落ちだ」。興趣をそそられたマコも「行くわよ、一緒に」。こうして三人は中根から奪った車であてのない旅に出た――卓郎が中根の家から盗み出した猟銃と共に。
それから二か月後。卓郎とマコはひなびた温泉宿でシロクロ・ショーを実演していた。しかし、ろくろくテクニックも知らない素人芸では大したカネにもならない。苛立つ宏。そのご機嫌を取り結ぶように「強盗（タタキ）にでも入るか」と持ちかける卓郎。しかし、宏は乗ってこない。その様子を見かねたマコが「誘拐やろうか？」卓郎「誰をやる。成金の息子でも探すのか」マコ「探さなくてもいるわ」卓郎「どこに」マコ「ここに」。なんと、マコの提案は自分を誘拐するというものだった。実はマコこそは石黒京子なのだった。この話に宏も卓郎も色めき立った。宏「やれるかやれないか、その気になってみるか」。
こうして東京に舞い戻ることになった三人。その車の中で宏がボソッと喋り出す――「誰も俺たちを探しちゃいない。誰も俺たちを待っちゃいない。このままじゃ俺は28歳のポンコツさ。俺たちゃ中年をとびこえて、いっぺんにジジイになっちまうんだ」。
横浜港棧橋。その積荷置場に宏たちの乗った車があった。そこへ現れたのは、昔、卓郎が厄介になった元刑事の中村。今はハマでキャバレーの支配人をやっているという。なれなれしく卓郎に話しかける中村。焦った卓郎がパンチをお見舞いするものの、相手はあっさりかわして宏も加わった大立ち回りに。最後はマコが猟銃を持ち出して背後から銃身で一撃。宏と卓郎は昏倒した中村を車のトランクに放り込む。そうこうする内に一台の外車が入ってきた。石黒雅彦と顧問弁護士の長谷川が乗った車だった。早速、交渉に入る宏。しかし、狂言誘拐だと見破った石黒は、あれは自分の娘ではないと突っぱねて立ち去ってしまう。呆気にとられつつも、なぜか納得顔の宏。自分たちもずらかろうとするものの、ほどなく「やられたよ」。覆面パトカーの追走を受けていたのだ。車は二台のパトカーに挟まれる形になり、接触した拍子にトランクが跳ね上がる。意識を取り戻す中村。宏は後部座席から猟銃を取り出し、パトカーを狙い打つ。パトカーも応戦。悲鳴を上げトランクから転げ落ちる中村。撃ちつづける宏。しかし、まもなく卓郎は撃たれ、代って宏がハンドルを握るものの、宏も銃弾を受ける。そして、走行不能に陥った車はパトカーに包囲される。「どうする？」。そう訊ねるマコに宏は「どうもしない」。すべてを受け入れたようにシートに身を預け、ただ静かに目を閉じるのだった。やがて、警察の一斉射撃が始まった……。

## キャスト
- 坂東宏：原田芳雄
- 南部卓郎：大門正明
- 石田マキコ（マコ）：桃井かおり
- 中根不二子：白川和子
- 石黒雅彦：内田朝雄
- 中根一郎：穂積隆信
- 中村元刑事：殿山泰司
- 長谷川：地井武男
- 刑事：佐原健二
- 刑事：江波多寛児
- 部長刑事：青木義朗
- 留置人：阿藤海
- 警官：戸浦六宏
- 係官：加村赳雄
- 飛行機売りの男：山谷初男
- やくざ：広瀬正一
- 広瀬正一：大出洋行
- 支配人：古山桂治

## 評価
斎藤正治は東宝が社内の反発を押し切ってまで日活出身の藤田敏八を起用した理由を「看板の青春ものも何をつくっても、パッとしない。そこで企業のなかにはない異質の才能の助けを借りて、見失なった若者像を捕捉することができたら、と東宝は期待したのであろう。藤田起用の理由はそこにある」とした上で、本作について「結論から言って、東宝青春映画とまったく優れて異質の作品となった」「時代がズレた言ってみればハダを逆なでさせられる感じの若者を描いて青春映画だと思い込んできた東宝に、新らしい青春像を持ち込んだことは確かだ」と製作面に着目して本作の意義を強調している。
また佐藤忠男は藤田作品を「最初に設定されたひとつの嘆きを、ただリフレーンのように聞いてゆくだけであること、それが、藤田敏八の映画を、ひどくモノトーンなものにしており、会話のない、モノローグだけで出来ている映画、という印象を与える」とした上で、「『赤い鳥逃げた?』は、おなじその調子であるにもかかわらず、退屈せず、一気に見た。依然として、登場人物同士の関係はダイアローグにならず、モノローグのままなのだが、そのモノローグに、これまでになく、哀切なものがにじんでいたのである」「（原田芳雄演じる宏は）投げて、下りて、閉ざして、口を開けばチャランポランしか言わなくて、生きているのがめんどうでしょうがないという風情で、さいごに、これでやっと殺されるというときに、はじめて目的地に到達したように口数が少なくなって安心したような顔になる。ここまで徹底したとき、ドラマ的な発展のない、ただ一筋のモノローグしかないようなドラマツルギーが、そういう語り口でしか語れないものを生々と語りはじめることになったようである」と映画文法の面から本作に高い点数を与えている。
一方、一時期、原田芳雄のマネージャーも務めた夏文彦は本作には「ひどく期待をはずされてしまった」として、「『赤い鳥逃げた?』の主人公たち三人は、『暴走集団71』以来、久方振りに自滅して終るのだが、そこにいたる主人公たち三人の遊戯は、珍道中風な道行きというワクの中で小さくまとまり、仲間の父親をゆするという娯楽映画のレベルでも、十年古い、と言いたくなる矮小な行為しか引き出せずに終ってしまった。つまり彼らの遊びは、のっけから市民の時間帯、生活感覚を逸脱しない方向しか指向していなかったのだ。そして、当然のことながら、ラストで自滅する三人は、いとも簡単に現実に包囲されてしまい、遊びのさわやかさのひとかけらも感じさせることなく、ポリ公の集中砲撃を受けてしまう。むろんその自滅は、作品内においてすら、彼らが招き寄せた現実である、といった風な説得力を持ち得ていない」とすこぶる辛口の評価を下している。
なお、主演の原田芳雄も本作には不満があったようで「藤田さんと僕とでちょっとしたズレがあって、藤田さんはもう完全に挽歌をやろうと。でも、僕の中ではまったくそういう季節感はないんですよ。だからあの映画やりながら、いやだな、いやだなと思いながらでね。出来なくてね、挽歌。ある種の青春挽歌が」と述べている。

## サウンドトラック
映画が公開された1973年、ポリドール・レコードからサウンドトラック・アルバム『赤い鳥逃げた?』（MR 3208）と安田南が唄う主題歌「赤い鳥逃げた?」（福田みずほ作詞、樋口康雄作曲）と原田芳雄が唄う挿入歌「愛情砂漠」（同）がカップリングされたシングル・レコード（DR 1741）がリリースされている。アルバムの方は2007年にユニバーサルミュージックの「ソフトロック・ヒッピーズ・シリーズ」としてCD化されている。

### アルバム収録曲
1. メイン・タイトル
2. マコのテーマ
3. 旅の最中に
4. 猟銃
5. ビルディング
6. 猫
7. 赤い鳥逃げた?
8. 山の手
9. 愛情砂漠
10. 宏のテーマ
11. オレンヂ・ブリッヂ
12. 封筒を開けたら
13. 赤い鳥逃げた? インストルメンタル